# Alta-Quarzit

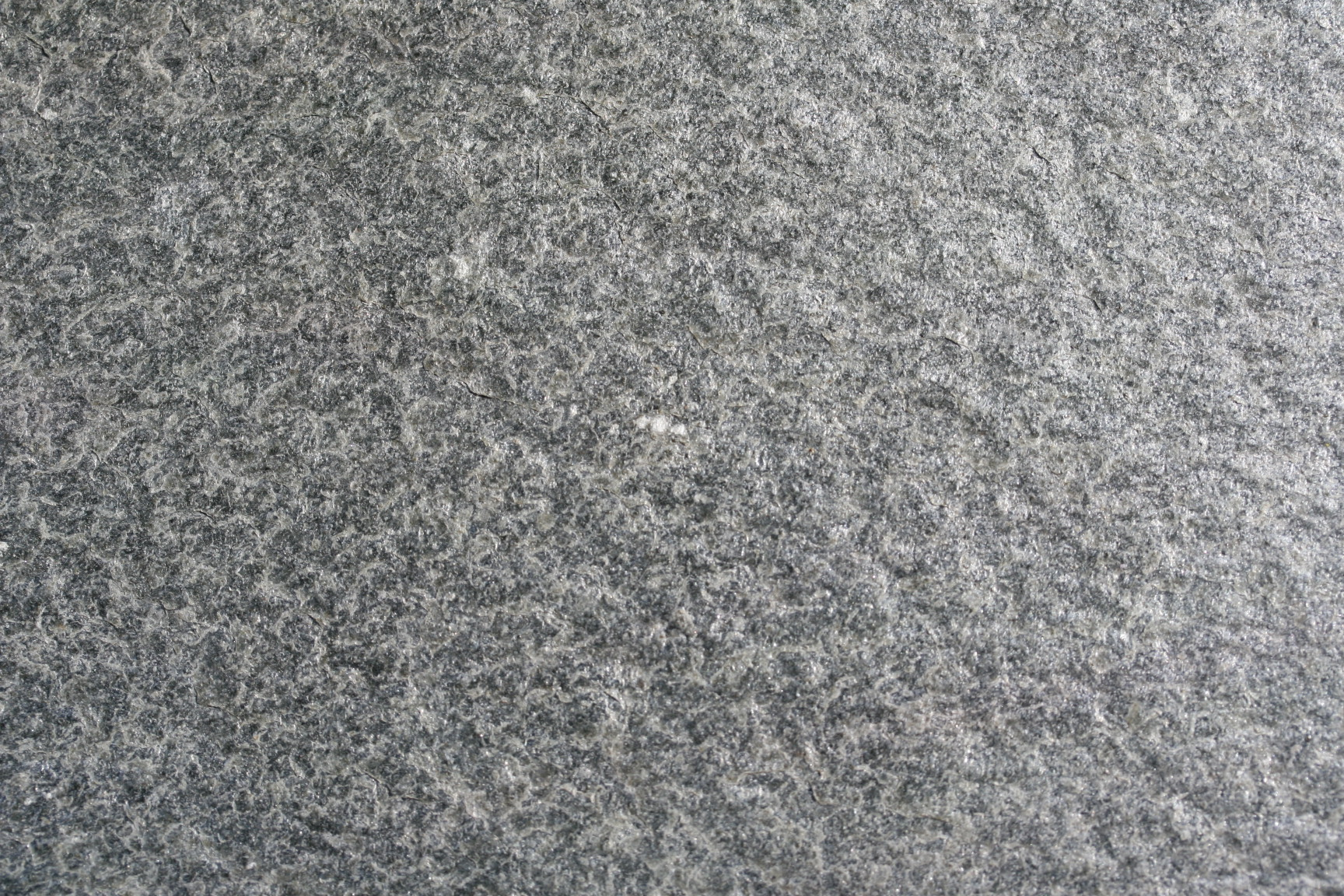
Alta-Quarzit, ein dunkelgrün-grauer Quarzit aus Norwegen. Spaltraues Muster: ca. 23 × 15 cm

Der Naturwerkstein Alta-Quarzit (auch Polarquarzit oder Nordquarzit genannt) ist ein Metamorphit. Alta-Quarzit zählt zu den glimmerhaltigen Quarziten. Das Vorkommen befindet sich in Norwegen bei der Stadt Alta und entstand im Proterozoikum.

## Entstehung und Zusammensetzung
Das Ausgangsgestein des Alta-Quarzits war ein tonhaltiger Quarz-Sandstein. Die Tonminerale wandelten sich bei der Metamorphose in Muskovit (Hellglimmer) um. Weiterhin enthält der Quarzit Chlorit und Serizit, die ihm eine grünliche Färbung verleihen.
Die Gewinnung erfolgt im Tagebau in vier verschiedenen Steinbrüchen seit etwa Anfang des 19. Jahrhunderts. Das Vorkommen erreicht eine Mächtigkeit von 40 bis 100 Metern.

## Eigenschaften und Verwendung
Alta-Quarzit lässt sich ebenflächig in fast beliebige Plattenstärken spalten und wird aufgrund seiner ausgezeichneten technischen Werte meist als abriebfester Boden- und Treppenbelag verwendet; ferner auch für Fassadenplatten. Wird Alta-Quarzit im spaltrauen Zustand als Bodenbelag eingebaut, erreicht dieser Naturstein hervorragende Rutschsicherheitswerte. Da Alta-Quarzit nahezu keine Wasseraufnahme aufweist, ist beim Verlegen im Mörtel darauf zu achten, dass eine Haftbrücke auf die Plattenunterseite aufgebracht wird. Dies kann darüber hinaus an den Fugenkanten der Platten erforderlich werden.
Alta-Quarzit wird am Ursprungsort auch als „Dachschiefer“ benutzt.